# Marrit Leenstra (Volleyballspielerin)
Marrit Leenstra (* 18. Oktober 1973 in Emmen) ist eine ehemalige niederländische Volleyball- und Beachvolleyball-Spielerin. In beiden Disziplinen nahm sie an olympischen Turnieren teil.

## Karriere
Leenstra begann ihre Volleyball-Karriere 1983 in der Halle bei OSV Pegasus Ter Apel. Anschließend spielte sie in Ommen und bei Martinus Amstelveen, ehe sie nach Italien zu Monte Schiavo Jesi wechselte. Weitere Stationen ihrer Vereinskarriere waren San Donà, Florenz und Ravenna. Nach vier Jahren in der Jugend-Auswahl wurde sie 1992 erstmals in die A-Nationalmannschaft berufen, mit der sie 1992 in Barcelona den sechsten Platz erreichte. 1995 wurden die Niederlande mit Leenstra vor heimischem Publikum Europameister. Beim olympischen Turnier 1996 in Atlanta belegte das Team den fünften Rang. Zwei Jahre später trat Leenstra aus der Nationalmannschaft zurück.
2001 wechselte sie schließlich zum Beachvolleyball. Mit ihrer Partnerin Rebekka Kadijk kam sie bei der Weltmeisterschaft in Klagenfurt auf den 17. Rang. Ein Jahr später wurde sie in Basel nach einer Final-Niederlage gegen die Italienerinnen Gattelli / Perrotta Vizeeuropameisterin. Auf nationaler Ebene gewannen Kadijk / Leenstra zweimal den Titel. 2003 gelang dem Duo in Lianyungang der erste Gesamtsieg bei einem Open-Turnier und bei der Europameisterschaft verpassten sie als Vierte nur knapp die Medaillenränge, während es bei der Weltmeisterschaft erneut einen 17. Platz gab. Für diese Erfolge wurde Leenstra als Amsterdams Sportlerin des Jahres ausgezeichnet. 2004 in Athen nahm sie auch als Beachvolleyballerin am olympischen Turnier teil und belegte mit Kadijk Rang 19. Am Ende des Jahres trennten sich Leenstra und Kadijk.
Bei den Shanghai Open 2005 spielte Leenstra zum ersten Mal mit Sanne Keizer. Kurz darauf erreichte sie bei der Weltmeisterschaft in Berlin wieder Platz 17. Die besten Ergebnisse gelangen dem neuen Duo in Montreal (Vierter) und Bali (Fünfter). Nach der Weltmeisterschaft 2007, bei der es nur zum 37. Rang reichte, suchte sich Keizer eine neue Partnerin. Leenstra trat noch bei einigen Turnieren mit Cintha Boersma an, ehe sie nach dem Grand Slam 2008 in Paris ihre sportliche Karriere beendete.